# Spirobolellus marmoratus
Spirobolellus marmoratus är en mångfotingart som först beskrevs av Filippo Silvestri 1909.  Spirobolellus marmoratus ingår i släktet Spirobolellus och familjen slitsdubbelfotingar. Inga underarter finns listade i Catalogue of Life.